# Lomako

Locatie van de rivier Lomako binnen het Maringa-Lopori basin.

De Lomako is een rivier in de Evenaarsprovincie in het noorden van Congo-Kinshasa. De Lomako is een zijrivier van de Maringa. De Maringa voegt zich bij de meer noordelijk gelegen rivier de Lopori en zij vormen samen de rivier de Lulonga, een zijrivier van de Kongo. 